# إرشاد أسري
الإرشاد الأسري علم يهدف إلى مساعدة الأسرة في حل مشكلاتها، وتفهم ظروفها والتعرف على سلبياتها وإيجابياتها، من أجل تحقيق التوافق الأسري، والإرشاد ممارسة فنية وعلمية وفن من فنون العلاقات الاجتماعية.يعتبر الإرشاد الأسري من التخصصات الدقيقة، حيث أخذ اهتماماً كبيراً على مستوى العالم، منذ النصف الثاني من القرن العشرين. والملفت للنظر أن الإرشاد الأسري يرتبط بأكثر من تخصص، إذ يهتم به المتخصصون في الخدمة الاجتماعية والطب النفسي وعلم النفس، ولعل هذا ما ساهم في تسريع حركة تطوره كشكل من أشكال التوجيه والإرشاد.

## التعريف

### تعريف الإرشاد
يتفق ( 1967, Patterson; 1954, Pepinsky & Pepinsky ) على أن الإرشاد هو علاقة فريدة تتسم بالسرية (confidentiality) والتفاعل ( interaction ) (الاتصال العقلي والعاطفي ) بـين شخص أو مجموعة أشخاص يواجهون مشكلة معينة مع مساعد يمتلك المهارة skills ويعمـل على توفير الأوضاع التي تسهم في حل المشكلة وتغيير السلوك بما يتفق مـع أهـداف وقـيم المسترشد.

### تعريف الإرشاد الأسري
الإرشاد الأسري: هو عملية مساعدة أفراد الأسرة فرادى أو كجماعة في فهم الحياة الأسرية ومسؤلياتها لتحقيق الاستقرار والتوافق الأسري وحل المشكلات الأسرية .
ويمكن تعربفه أيضاً بأنه عملية مساعدة جميع أفراد الأسرة فرادى أو جماعة لفهم متطلبات الحياة العائلية وما يتصل بها من حقوق وواجبات متبادلة .

## أهداف الإرشاد الأسري

### الهدف العام
الهدف العام للإرشاد الأسري هو مساعدة أفراد الأسرة على النمو السليم من خلال تنمية علاقات إيجابية بينهم من أجل تحقيق السعادة للأسرة والمجتمع .

### الأهداف الخاصة
1. تعليم أصول التنشئة الاجتماعية .
2. حل وعلاج المشكلات والاضطرابات .
3. تحقيق التوافق النفسي في الأسرة .
4. مساعدة أعضاء الأسرة في تحديد السلوك الجديد الذي يرونه مناسبًا للتخلص من مشاكلهم .[5]
5. محاولة تحقيق الانسجام والتوازن في العلاقات بين أعضاء الأسرة؛ والعمل على تحقيق نمو الشخصية وأدائها لوظائفها في جو أسري مشبع.[6][7]

## تاريخ الإرشاد الأسري وتطوره
ظهر الإرشاد والعلاج الأسري في الولايات المتحدة ودول غرب أوروبا منذالسبعينات، ومنذ ذلك الحين وهو يكتسب آفاقا جديدة في أماكن شتى من خلال ما يكتب من
أنصار جدد من المرشدين والمعالجين الذين يرون فيه أسلوبًا أكثر كفاءة من غيره. ولكن ينبغي الإشارة إلى أن هذا الأسلوب بدأ كطريقة إرشادية وعلاجية واضحة المعالم قبل فترة السبعينات في الولايات المتحدة الأمريكية، إذ يعود ذلك إلى فترة الخمسينات، رغم أن هناك بعض العوامل أيضا التي ساعدت في ظهور هذا النوع من الإرشاد والعلاج قبل تلك الفترة وهي الفترة التي تميزت بسيادة الاتجاه التحليلي النفسي الذي استقطب اهتمام وجهود كثيرة من المعالجين.

## نظريات الإرشاد والعلاج الأسري
يمكن حصر خمسة اتجاهات أساسية في الإرشاد والعلاج الأسري، وهي:
1. الاتجاه السيكودينامي.
2. الاتجاه السلوكي.
3. الاتجاه المعرفي.
4. الاتجاه النسقي.
5. الاتجاه البنائي.
6. العلاج الأسري الوظيفي.[6]

## برنامج الإرشاد الأسري
برنامج الإرشــاد الأسري هو تلك الخطوات أو المراحل المتتابعة، التي من خلالها يقدم المرشد للمسرشد بشكل تعاوني العملية الإرشادية التي تحول الإرشــاد الأسري من مجرد نصائح وآراء إلى جهود مهنية تطبيقية تبدأ مع إحالة المسترشد حتى إقفال وإنهاء الحالة، وتحقيق عائد الإرشــاد الأسري، لذلك يعد تصميم البرامج الإرشادية هو النشاط المستمر المشترك بين مؤسسة الإرشـــاد الأسري والمسترشد.

## مواضيع ذات صلة
- الإرشاد النفسي
- تربية الأبناء
- الزواج في الإسلام
- الفتور العاطفي (بين الزوجين)
- الصمت الزوجي
- برامج التأهيل للزواج

## وصلات خارجية
الإرشاد الأسري، جامعة القادسية، الأردن .موقع جامعة القادسية 
الإرشاد الأسري، جامعة القادسية، الأردن .